# Emmanuel Mathias
Emmanuel Mathias (Kaduna, 3 aprile 1986) è un calciatore togolese, difensore dei Platinum Stars.

## Carriera

### Club
Ha giocato nel campionato nigeriano, togolese, tunisino, israeliano, sudafricano e zambiano.

### Nazionale
Ha collezionato 13 presenze con la maglia della Nazionale.